# Lorenzo Hammarsköld
Lorenzo (oprindelig Lars) Hammarsköld eller Hammarskiöld (født 7. april 1785 ved Vimmerby, død 15. oktober 1827 i Stockholm) var en svensk litteratur- og kunsthistoriker samt kritiker.
Hammarskiöld blev student i Upsala 1801, og blev 1806 ansat ved det Kongelige Bibliotek i Stockholm, hvor han forblev til sin død. Allerede tidlig havde han gjort bekendtskab med den nyere tyske litteratur, med Goethe og romantikerne og havde derved fået afsmag for den nyklassiske retning, som var enerådende i Svenska Akademien. I Upsala stiftede han bekendtskab med flere unge ligesindede litterater, og i forening med disse begyndte han nu kampen mod den gamle retning i litteraturen; sammen med Claes Livijn stiftede han 1803 foreningen "Vitterhetens Vänner" (V. V.), der blev forløber for flere lignende foreninger. Hammarsköld var utvivlsomt den betydeligste kraft blandt disse unge protestanter, der i næsten en menneskealder bekæmpede akademikerne på alle litteraturens områder.
Af Hammarskölds mangfoldige og mangeartede arbejder kan frem for alt nævnes hans Kritiska bref, rörande herr canzlirådet C. G. af Leopolds samlade skrifter (1810), hvormed han retter novedangrebet mod akademisternes betydeligste mand, samt hans Allmänna journalistens hederskrans (1819), rettet mod Per Adam Wallmark. De under forfattermærket Nils Nyberg i Polyfem meddelte bidrag, Baggfolspapperna, vakte stor opmærksomhed ved deres bidende og ofte åndfulde satire; ligeledes var Hammarsköld hovedforfatter til 1. del af romantikernes store stridsskrift Markalls sömnlösa nätter (1820). Ogsaa på andre, mere positive måder virkede han for sine ideer; her bør nævnes hans oversættelse af Friedrich Asts Poesiens Historie (1810), hans Öfversätningar och imitationen efter äldre och nyare skalder (1806), hans tidsskrifter: Läsning i hvarjehanda (1810) og Lyceum (1810—11), hans mange bidrag til Svensk litteraturtidning, altid oplysende og vidnende om hans omfattende kundskaber.
Af særlig interesse for dansksprogede er hans ofte træffende og åndfulde artikler om dansk litteratur, som måske er påvirkede af den unge J.L. Heiberg, der på den tid gæstede Sverige. Desuden har han udgivet sproglige og filosofiske arbejder, der dog ikke altid var lige heldige og også af hans modstandere (for eksempel Tegnér) blev grundig gennemheglede. Men af
utvivlsom fortjeneste er hans Udkast till de bildande konsternas historia (1817) og frem for alt det enestående værk Svenska vitterheten, historiskt-kritiska anteckningar (1819, efter hans død i ny udgave ved Per Adolf Sondén 1833). Skønt dette arbejde er noget ensidigt præget af sin romantiske tendens og heller ikke er frit for fejl og mangler, er det dog et uvurderligt hjælpemiddel til studiet af Sveriges litteratur. Der er med rette sagt om Hammarsköld, at han helt og holdent viede sit liv til en uegennyttig kamp for, hvad han anså for ret og sandhed. Nogen biografi af Hammarsköld eksisterer ikke, men i alle værker om den tids litteratur vil man finde ham som en hovedskikkelse.